# Шерпени (Бакау)
Шерпени (рум. Șerpeni) насеље је у Румунији у округу Бакау у општини Скорцени. Oпштина се налази на надморској висини од 268 m.

## Становништво
Према подацима из 2002. године у насељу је живело 62 становника, од којих су сви румунске националности.